# Santa Filomena do Maranhão
Santa Filomena do Maranhão là một đô thị thuộc bang Maranhão, Brasil. Đô thị này có diện tích 403,849 km², dân số năm 2007 là 5511 người, mật độ 13,65 người/km².